# Ivan Čurhovič
Ivan Čurhovič (rusínsky Иван Чургович, maďarsky János Csurgovics, 26. ledna 1791 Novoselycja — 2. října 1862 Užhorod) byl rusínský řeckokatolický kanovník a kapitulní vikář, učitel a spisovatel. Ivan byl jedním z nejvýznamnějších učitelů a duchovních během rusínského národního obrození. Není jisté zda Ivan byl součástí rusofilského směru, ale jeho dílo, zejména učebnice, bylo psáno v rusínštině, jazyku jazyčije, nebo latině. 
Od 15. července 1831 až do roku 1838 byl kapitulním vikářem a zastupoval biskupa Mukačevské eparchie. Nahradil ho nově zvolený episkop Vasil Popovič.

## Život
Ivan Čurhovič se narodil do rodiny rusínského řeckokatolického duchovního otce Ivana Čurhoviče st. v roce 1791 v obci Novoselycja. Není jasné v jaké obci se narodil, jedná se buď o obce Novoselycja v okrese Užhorod na dnešní Ukrajině, nebo o obec Nová Sedlica v okrese Snina na dnešním Slovensku, která se do roku 1899 jmenovala maďarsky Novaszedlica. Studoval na Užhorodském gymnáziu a poté studoval filozofii v Budapešti a také Užhorodský řeckokatolický seminář. V roce 1817 byl vysvěcen na kněze a začal vyučovat na Užhorodském gymnáziu. V roce 1819 se rozhodl pokračovat ve svém řeckokatolickém studiu a odešel do Vídně studovat na Frintaneum kde v roce 1823 získal akademický titul doktor teologie. Poté se ujal místa faráře v maďarském městě Hajdúböszörmény kde sloužil 3 roky než se vrátil zpátky do Užhorodu kde získal titul kanovníka a stal se ředitelem Užhorodského gymnázia.

### Kapitulní vikář
V roce 1831 zemřel biskup Mukačevské eparchie Aleksej Povčij, po jeho smrti byl 15. července Ivan jmenován kapitulním vikářem a řídil celou Mukačevskou eparchii. Nový biskup nebyl během sedmi let zvolen, jelikož Apoštolský nuncius ve Vídni nedokázal najít vhodného kandidáta. Až prešovský biskup Gregor Tarkovič, nabídl svého sekretáře Vasila Popoviče, kterého nuncius a sám papež Řehoř XVI. uznal za vhodného biskupa eparchie.
Během řízení eparchie založil, společně s dirigentem Konstantinem Matezonským a jeho přítelem Vasylem Dovhovičem, první pěvecký sbor v Uherské Rusi. Také se snažil uspořádat pořádek v eparchii a vylepšení vyučovacího systému ve školách vlastněné eparchií. V roce 1838 byl odvolán z místa kapitulního vikáře nově zvoleným biskupem Vasilem Popovičem.
Od 16. září 1849 až do 15. října 1850 se Ivan stal znovu kapitulním vikářem, tentokrát zastupoval za Vasila Popoviče, který kvůli vyšetřování z promaďarské spolupráce během revoluce, zůstal v domácím vězení a zbaven funkce biskupa. Ivan znovu řídil celou Mukačevskou eparchii. Jeho vztah s Vasilem Popovičem byl neutrální, ale behěm soudního tribunálu se Popoviče zastal při obvinění s cizoložství.

### Učitelství
V roce 1839 byl jmenován ředitelem Užhorodského řeckokatolického semináře kde působil až do roku 1861.
V roce 1845 vybudoval, na nádvoří Užhorodského hradu, dvě nové učebny řeckokatolického semináře. Výstavba byla zaplacena fondy z eparchie. V roce 1856, v roce kdy odstoupil z ředitelství na Užhorodském gymnáziu, zde zavedl osmiletou výuku a také nový předmět a to filozofii. Také založil vědeckou knihovnu a stanovil výuku o sportu, teologii a chemii. Ivan podporoval místní učitele a bral je do svých škol. Chtěl zvýšit národní uvědomělost mezi populaci a to hlavně díky výuce venkovanů. Staral se o vznik a výstavbu nových škol na venkově.
Díky svému vztahu k filozofii je nazýván Rusínský Plútarchos.

### Smrt
V roce 1862, ve věku 71 let, zemřel v Užhorodu. Před jeho smrtí ještě plánoval založit Ruské národní noviny a tiskárnu s cyrilicí.

## Dílo
Ivan Čurhovič vydával své články o duchovních a pedagogických tématech v novinách Lístek, které byly vydávány rusofilem Eugenem Fencikem a v novinách Felvidéki Sion. Články psal v jazyku jazyčije s větší zásobou rusínských slov. V latině napsal díla Nedělní, sváteční a postní kázání a učebnici Pedagogika a metodika. Tato díla přeložil do rusínštiny Jurij Žatkovič a do maďarštiny Kornel Zombory. Po jeho smrti, v roce 1888, vydal Viktor Kaminský dílo Církevní kázání Jana Čurhoviče.